# سرطان كماني وردي
سرطان كماني وردي (الاسم العلمي: Uca rosea) هو نوع من الحيوانات يتبع جنس السرطان الكماني من فصيلة السرطانات الشبحية.